# Војин Радуловић
Војин Радуловић је био београдски трговац.

## Биографија
Средином 1830-их се доселио у Београд. Радио је као шегрт и калфа у великим београдским мануфактурним радњама. Сопствену радњу је отворио тек у педесет петој години.
Оженио се у тридесет осмој години, са Милевом, ћерком великог трговца Милоша Карастојановића.
Године 1868. је на лицитацији купио кућу у улици Вука Караџића број 12 у Београду, која се претходно налазила у својини Јеврема Ненадовића, односно његове ћерке Персиде, удате за кнеза Александра и на том месту подигао нову кућу, која и данас постоји.
Породична гробница Радуловић се налази на у 
Аркадама на Новом гробљу у Београду.